# جنگ لوگان: مقید به افتخار
جنگ لوگان: مقید به افتخار (به انگلیسی: Logan's War: Bound by Honor) یک تله‌فیلم اکشن آمریکایی محصول سال ۱۹۹۸ به کارگردانی مایکل پرچ است. فیلمنامه اصلی نوشته شده توسط والتر کلن هارد و بر اساس داستانی از چاک نوریس و برادرش آرون نوریس است.

## بازیگران
- ادی سیبیران در نقش لوگان فالون
- چاک نوریس در نقش جیک فالون
- جو اسپانو ... نماینده ویژه جان داونینگ
- جف کوبر ... سالک مرکادو
- جیمز گامون
- وینی کورتو ... جانی
- دوان مایکل ... جسی ریودوی
- گرگ کین به عنوان هیتمن
- متیو تامپکینز به عنوان نیکلاس فالون[۳]